# Gare de Harmonstown
La  gare d'Harmonstown est une gare ferroviaire irlandaise. Elle est située sur le Harmonstown Road à Harmonstown, sur le territoire de la ville de Dublin.

## Situation ferroviaire
Gare précédente : Raheny, gare suivante Killester.

## Histoire
La gare est mise en service le 27 janvier 1957.